# Добриня Микитич

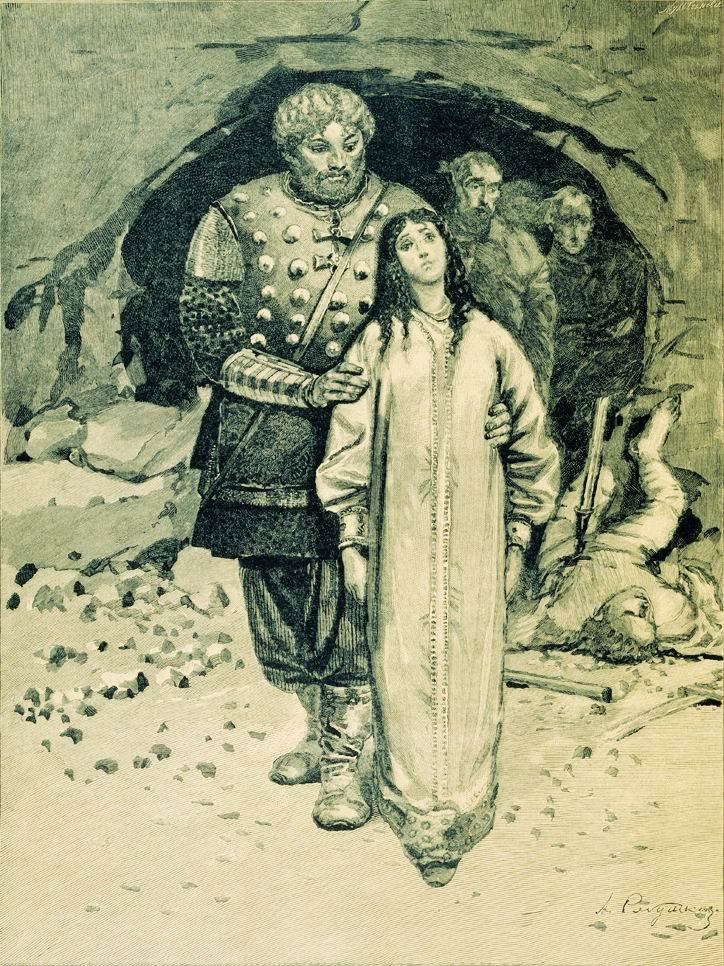
Андрій Рябушкін. «Добриня Микитич». 1895. Ілюстрація до книги «Руські билинні богатирі»

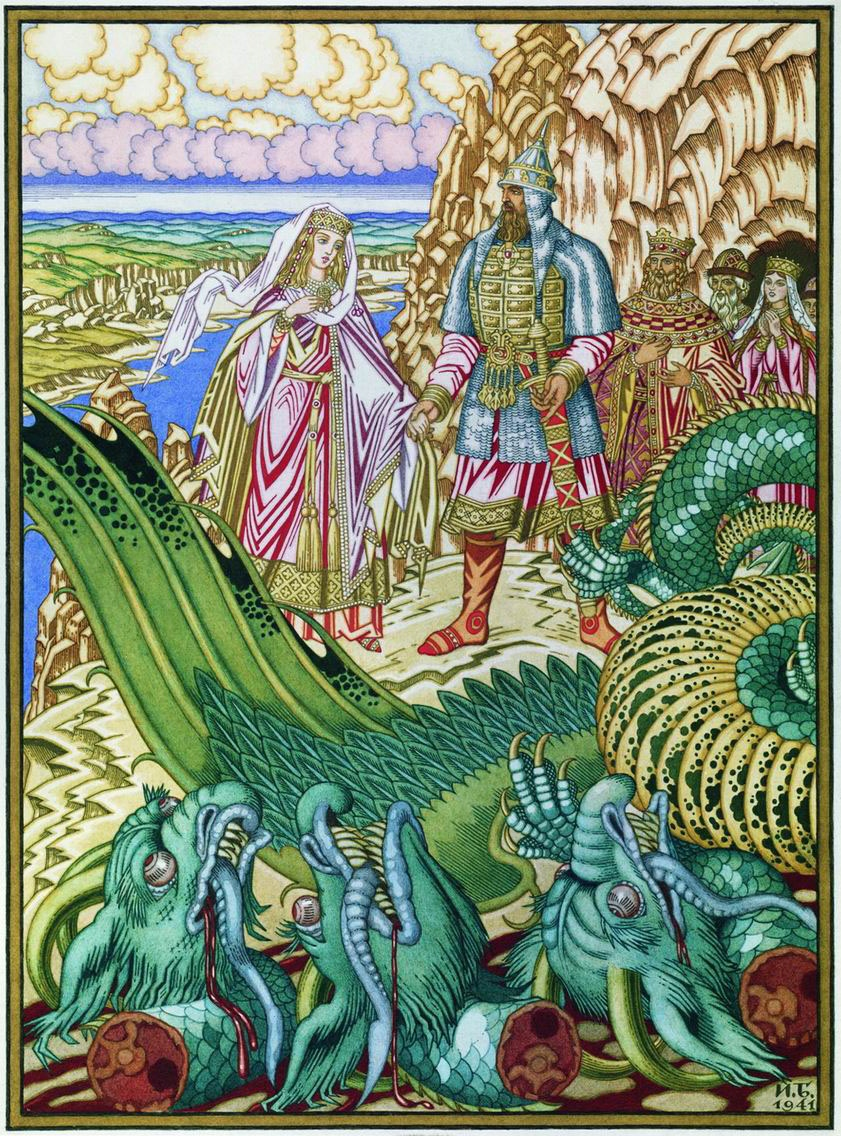

Добри́ня Мики́тович (Низкинич) — один з героїв руського билинного народного епосу, легендарний богатир часів Київської Русі.

## Прототип
Прототипом билинного богатиря вважається воєвода Володимира I Святославича Добриня.

## Зображення в руській міфології
Добриня часто зображується богатирем на службі при князеві Володимирі. Билини нерідко говорять про його довгу придворну службу, в якій він проявляє свою природну кмітливість. Часто князь дає йому доручення: зібрати та перевезти данину, виручити княжу племінницею. Часто і сам Добриня викликається виконувати доручення, від яких відмовляються інші богатирі. Добриня — найближчий до князя і його родини богатир, що виконував їх особисті доручення та відрізнявся не лише хоробрістю, але й дипломатичними здібностями.

## Російські інтерпретації
В Заліссі (сучасній Росії) після монгольскої навали з київським Добринею почали ототожнювати місцевого боярина Тиманю на прізвисько Золотий Пояс, який служив місцевим князям — Всеволоду Велике Гніздо та його синам. З часом Тиманю все частіше починають іменувати Добринею, додаючи визначення Резанич (тобто рязанець).
Остаточно така інтерпретація була закріплена в Никоновському літописі, укладеному в XVI сторіччі для обґрунтування претензій на Київ московського князя Василя III.

## Родина
Дружина Добрині — Анастасія, дочка Микули Селяниновича.

## Вшанування пам'яті
Віктор Васнецов намалював картину "три богатирі".
В місті Коростень встановлено пам'ятник билинному герою.
В Оболонському районі міста Києва існує вулиця Добринінська.